# 红军街道
红军街道，是中华人民共和国黑龙江省鹤岗市向阳区下辖的一个乡镇级行政单位。

## 行政区划
红军街道下辖以下地区：
第四社区、第五社区、第六社区和第七社区。